# عدد کوشی
عدد کوشی(به انگلیسی: Cauchy number) یک عدد بدون بعد است که در مطالعه سیالات تراکم پذیر کاربرد دارد.عدد کوشی به عنوان نسبت بین اینرسی و نیروی تراکم (نیروی الاستیک) در یک جریان تعریف می شود.این کمیت به افتخار ریاضیدان فرانسوی آگوستین لویی کوشی(به فرانسوی: Augustin Louis Cauchy) نامگذاری شده است.عدد کوشی با نماد {\displaystyle Ca} نمایش داده می‌شود و به این صورت تعریف می شود:
{\displaystyle \mathrm {Ca} ={\frac {\rho v^{2}}{K}}}
که در این رابطه:
{\displaystyle \rho } = چگالی سیال، (در SI با واحد : kg/m3)
{\displaystyle v} = ویسکوزیته منطقه ای سیال، (در SI با واحد: m/s)
{\displaystyle K} = ضریب کشسانی حجمی, (در SI با واحد: Pa)